# Latin Pop Airplay
Latin Pop Airplay, también conocida como Latin Pop Songs, es una lista de éxitos musicales dedicada a la música pop hispana publicada por la revista Billboard. La lista fue establecida el 8 de octubre de 1994, y la primera canción en alcanzar el número uno fue «Mañana» de Cristian Castro.

## Mejores resultados en la lista

### Artistas con más canciones número uno
| Posición | Artista          | Total | Semanas en nº1 | Canciones número uno (año)/(semanas en número uno) | Ref   |
| -------- | ---------------- | ----- | -------------- | --- | ----- |
| 1        | Enrique Iglesias | 25    | 148            | «Si tú te vas» (1995) (2 semanas) «Por amarte» (1996) (1 semana) «Enamorado por primera vez» (1997) (10 semanas) «Sólo en ti» (1997) (5 semanas) «Miente» (1997) (3 semanas) «Esperanza» (1998) (4 semanas) «Nunca te olvidaré» (1999) (1 semana) «Bailamos» (1999) (6 semanas) Ritmo total (1999) ( 2 semanas) "Héroe" (2001) (1 semana) "Mentiroso" (2002) (8 semanas) "Quizás" (2003) (1 semana) "Dímelo" (2007) (12 semanas) "Dónde están corazón" (2008) (1 semana) "Cuando me enamoro" (Enrique Iglesias con Juan Luis Guerra) (2010) (11 semanas) "I like it" (Enrique Iglesias con Pitbull) (2010) (2 semanas) "No me digas que no (Enrique Iglesias con Wisin & Yandel) (2011) (5 semanas) "Loco" (Enrique Iglesias con Romeo Santos) (2013) (13 semanas)" "El Perdedor” (Enrique Iglesias con Marco Antonio Solis) (2014) (7 semanas) "Bailando” (Enrique Iglesias Con Descember Bueno y Gente De Zona) (2014) (27 semanas) "El Perdón" (Nicky Jam con Enrique Iglesias) (2014) (14 semanas) "Duele El Corazón" (Enrique Iglesias con Wisin) (2016) (9 semanas) "El Baño” (Enrique Iglesias con Bad Bunny) (2018) (1 semana) "Fútbol y Rumba” (Anuel AA con Enrique Iglesias) (2020) (1 semana) "Me Pase” (Enrique Iglesias con Farruko) (2021) (1 semana) | [ 1 ] |
| 2        | Shakira          | 25    | 176            | "Estoy aquí" (1996) (4 semanas) "Se quiere, se mata" (1997) (2 semanas) "Ciega, sordomuda" (1998) (3 semanas) "Tú" (1999) (5 semanas) "Suerte" (2001) (14 semanas) "Que me quedes tú" (2003) (3 semanas) "La tortura" (Shakira con Alejandro Sanz) (2005) (10 semanas) "Hips don't lie" (Shakira con Wyclef Jean) (2006) (2 semanas) "Te lo agradezco, pero no" (Alejandro Sanz con Shakira) (2007) (2 semanas) "Loba" (2009) (11 semanas) "Lo hecho está hecho" (2009) (1 semanas) "Gitana" (2010) (3 semanas) "Loca" (Shakira con El Cata) (2010) (7 semanas) "Mi Verdad" (Maná con Shakira) (2015) (6 semanas) "La bicicleta" (Carlos Vives con Shakira) (2016) (12 semanas) "Chantaje" (Shakira con Maluma) (2016) (10 semanas) "Me enamoré" (Shakira) (2017) (5 semanas)" "Perro Fiel” (Shakira con Nicky Jam) (2017) (8 semanas) "Clandestino" (Shakira con Maluma) (2018) ( 4 semanas) “Te Felicito” (Shakira con Rauw Alejandro) (2022) (1 semana) "Shakira Bzrp Music Sessions Vol 53” (2023) (12 semanas) "TQG” (Karol G con Shakira) (2023) (14 semanas) "Copa Vacia" (Shakira con Manuel Turizo (2023) (10 semanas) "Punteria" (Shakira con Cardi B (2024) (9 semanas) "Soltera" (Shakira) (2024) (18 semanas)                                           | [ 2 ] |
| 3        | Cristian Castro  | 11    | 57             | "Mañana" (1994) (1 semana) "Azul gris" (1995) (1 semana) "Con tu amor" (1995) (4 semanas) "Vuélveme a querer" (1995) (14 semanas) "Amarte a ti" (1996) (2 semanas) "Amor" (1996) (10 semanas) "Lo mejor de mí" (1997) (6 semanas) "Azul" (2001) (12 semanas) "Cuando me miras así" (2002) (2 semanas) "Te buscaría" (2004) (3 semanas) "Amor eterno" (2005) (2 semanas) | [ 3 ] |
| 4        | Juanes           | 11    | 84             | "A Dios Le Pido” (2002) (1 semana) "Fotografía” (Juanes con Nelly Furtado) (2003) (7 semanas) "Nada Valgo Sin Tu Amor” (2004) (20 semanas) "Volverte A Ver” (2005) (3 semanas) "La Camisa Negra” (2005) (10 semanas) "Lo Que Me Gusta A Mi” (2006) (10 semanas) "Me Enamora” (2007) (21 semanas) "Gotas De Agua Dulce” (2008) (8 semanas) "Juntos (Together)” (2015) (1 semana) "Fuego” (2016) (1 semana) "Bonita” (Juanes con Sebastián Yatra) (2019) (2 semanas) | [ 4 ] |
| 5        | Luis Miguel      | 10    | 46             | "El día que me quieras" (1994) (3 semanas) "La media vuelta" (1994) (5 semanas) "Todo y nada" (1995) (6 semanas) "Dame" (1995) (5 semanas) "Sueña" (1996) (3 semanas) "Por debajo de la mesa" (1997) (5 semanas) "El reloj" (1997) (1 semana) "O tú o ninguna" (1999) (3 semanas) "Como duele" (2002) (8 semanas) "Te necesito" (2003) (7 semanas) | [ 5 ] |
| 6        | Ricardo Arjona   | 10    | 40             | "Desnuda" (2000) (12 semanas) "Cuando" (2000) (7 semanas) "El problema" (2002) (12 semanas) "Por qué es tan cruel el amor" (2005) (1 semana) "Acompáñame a estar solo" (2006) (3 semanas) "Como duele" (200 (1 semana)8) "El amor" (201 (1 semana)1) "Fuiste tú" (201 (1 semana)2) "Te quiero" (201 (2 semanas)2) "Mientras tanto" (201 (1 semana)2) | [ 6 ] |
| 7        | Ricky Martin     | 8     | 60             | "Vuelve" (1998) (3 semanas) "Perdido sin ti" (1998) (2 semanas) "Livin' la vida loca" (1999) (10 semanas) "Bella" (1999) (7 semanas) "Sólo quiero amarte" (2001) (7 semanas) "Tal vez" (2003) (13 semanas) "Tu recuerdo" (Ricky Martin con La Mari y Tommy Torres (2006) (13 semanas) "Lo mejor de mi vida eres tú" (2011) (5 semanas) (Ricky Martin con Natalia Jiménez) | [ 7 ] |
| 8        | Chayanne         | 8     | 44             | "Solamente tu amor" (1996) "Dejaría todo" (1998) "Yo te amo" (2000) "Y tú te vas" (2002) "Un siglo sin ti" (2003) "Cuidarte el amor" (2004) "No te preocupes por mi" (2006) "Si nos quedara poco tiempo" (2007) | [ 8 ] |

### Canciones con más semanas en número uno
| Año     | Sencillo                 | Artista(s)                                                  | Semanas en el #1 | Ref    |
| ------- | ------------------------ | ----------------------------------------------------------- | ---------------- | ------ |
| 2008    | "No Me Doy por Vencido"  | Luis Fonsi                                                  | 30               | [ 9 ]  |
| 2021    | "Todo de ti"             | Rauw Alejandro                                              | 28               | [ 9 ]  |
| 2014    | "Bailando"               | Enrique Iglesias featuring Gente de Zona and Descemer Bueno | 27               | [ 9 ]  |
| 2015    | "Ginza"                  | J Balvin                                                    | 25               | [ 9 ]  |
| 2007    | "Me Enamora"             | Juanes                                                      | 21               | [ 9 ]  |
| 2004    | "Nada Valgo Sin Tu Amor" | Juanes                                                      | 20               | [ 9 ]  |
| 2000    | "A Puro Dolor"           | Son by Four                                                 | 19               | [ 9 ]  |
| 2017    | "Despacito"              | Luis Fonsi and Daddy Yankee featuring Justin Bieber         | 18               | [ 9 ]  |
| 2008    | "Si No Te Hubieras Ido"  | Maná                                                        | 18               | [ 9 ]  |
| 2002    | "Y Tú Te Vas"            | Chayanne                                                    | 18               | [ 9 ]  |
| 2022-23 | "Provenza"               | Karol G                                                     | 17               | [ 10 ] |
| 2024-25 | "Soltera"                | Shakira                                                     | 17               | [ 11 ] |
| 2019    | "Con Calma"              | Daddy Yankee and Katy Perry featuring Snow                  | 16               | [ 9 ]  |
| 2020    | "Tusa"                   | Karol G and Nicki Minaj                                     | 15               | [ 9 ]  |
| 2022    | "Mamiii"                 | Becky G and Karol G                                         | 15               | [ 10 ] |
| 2015    | "El Perdón"              | Nicky Jam and Enrique Iglesias                              | 14               | [ 9 ]  |
| 2001    | "Suerte"                 | Shakira                                                     | 14               | [ 9 ]  |
| 1995    | "Vuélveme a Querer"      | Cristian Castro                                             | 14               | [ 9 ]  |
| 2024    | "TQG"                    | Karol G y Shakira                                           | 14               | [ 9 ]  |
| 2013    | "Loco"                   | Enrique Iglesias featuring Romeo Santos                     | 13               | [ 9 ]  |
| 2013    | "Algo me gusta de ti"    | Wisin & Yandel featuring Chris Brown and T-Pain             | 13               | [ 9 ]  |
| 2006    | "Tu Recuerdo"            | Ricky Martin featuring La Mari and Tommy Torres             | 13               | [ 9 ]  |
| 2004    | "Te Quise Tanto"         | Paulina Rubio                                               | 13               | [ 9 ]  |
| 2003    | "Tal Vez"                | Ricky Martin                                                | 13               | [ 9 ]  |

## Mejor resultado canciones pop latino individuales por año
Mejor Presentación "Sencillo Pop Latino" por año:
| Año  | Artista                                                    | Canción                 |
| ---- | ---------------------------------------------------------- | ----------------------- |
| 1995 | Myriam Hernández                                           | "Ese hombre"            |
| 1996 | Enrique Iglesias                                           | "Por amarte"            |
| 1997 | Luis Miguel                                                | "Por debajo de la mesa" |
| 1998 | Ricky Martin                                               | "Vuelve"                |
| 1999 | Chayanne                                                   | "Dejaría todo"          |
| 2000 | Son By Four                                                | "A puro dolor"          |
| 2001 | Juan Gabriel                                               | "Abrázame muy fuerte"   |
| 2002 | Chayanne                                                   | "Y tú te vas"           |
| 2003 | Ricky Martin                                               | "Tal vez"               |
| 2004 | Chayanne                                                   | "Cuidarte el alma"      |
| 2005 | Juanes                                                     | "La camisa negra"       |
| 2006 | Maná                                                       | "Labios compartidos"    |
| 2009 | Luis Fonsi con David Bisbal, Aleks Syntek, y Noel Schajris | "Aquí estoy yo"         |
| 2010 | Enrique Iglesias con Juan Luis Guerra                      | "Cuando me enamoro"     |
| 2011 | Don Omar con Lucenzo                                       | "Danza kuduro"          |
| 2012 | Michel Teló                                                | "Ai se eu te pego"      |